# Ostrov (district d'Ústí nad Orlicí)
Pour les articles homonymes, voir Ostrov (homonymie).
Ostrov (en allemand : Michelsdorf) est une commune du district d'Ústí nad Orlicí, dans la région de Pardubice, en Tchéquie. Sa population s'élevait à 713 habitants en 2024.

## Géographie
Ostrov se trouve à 6 km à l'ouest-nord-ouest de Lanškroun, à 12 km à l'est-sud-est d'Ústí nad Orlicí, à 56 km à l'est-sud-est de Pardubice et à 152 km à l'est de Prague.
La commune est limitée par Dolní Dobrouč et Dolní Čermná au nord, par Horní Třešňovec et Lanškroun à l'est, par Rudoltice au sud et par Česká Třebová à l'ouest.

## Histoire
La première mention écrite de la localité date de 1292.

## Galerie

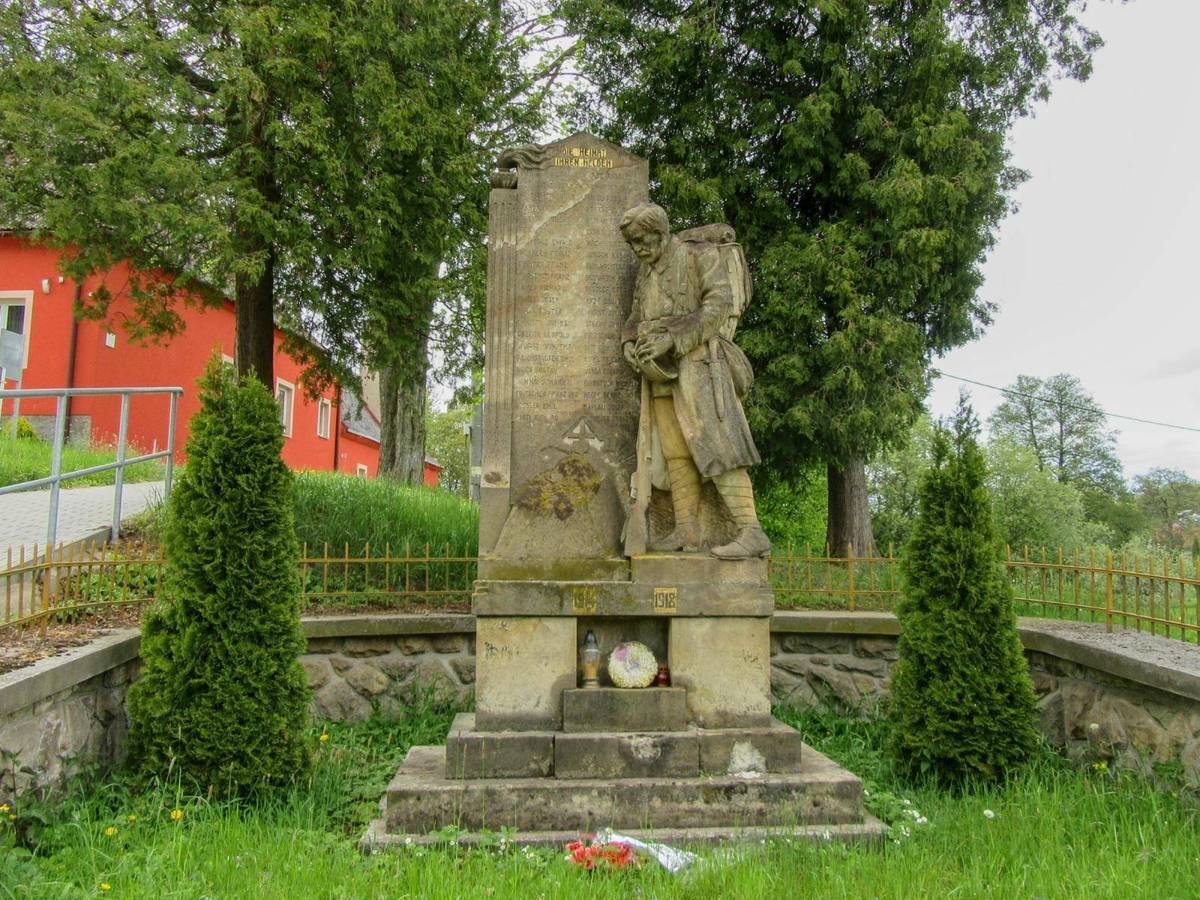
Monuments aux morts à Ostrov.
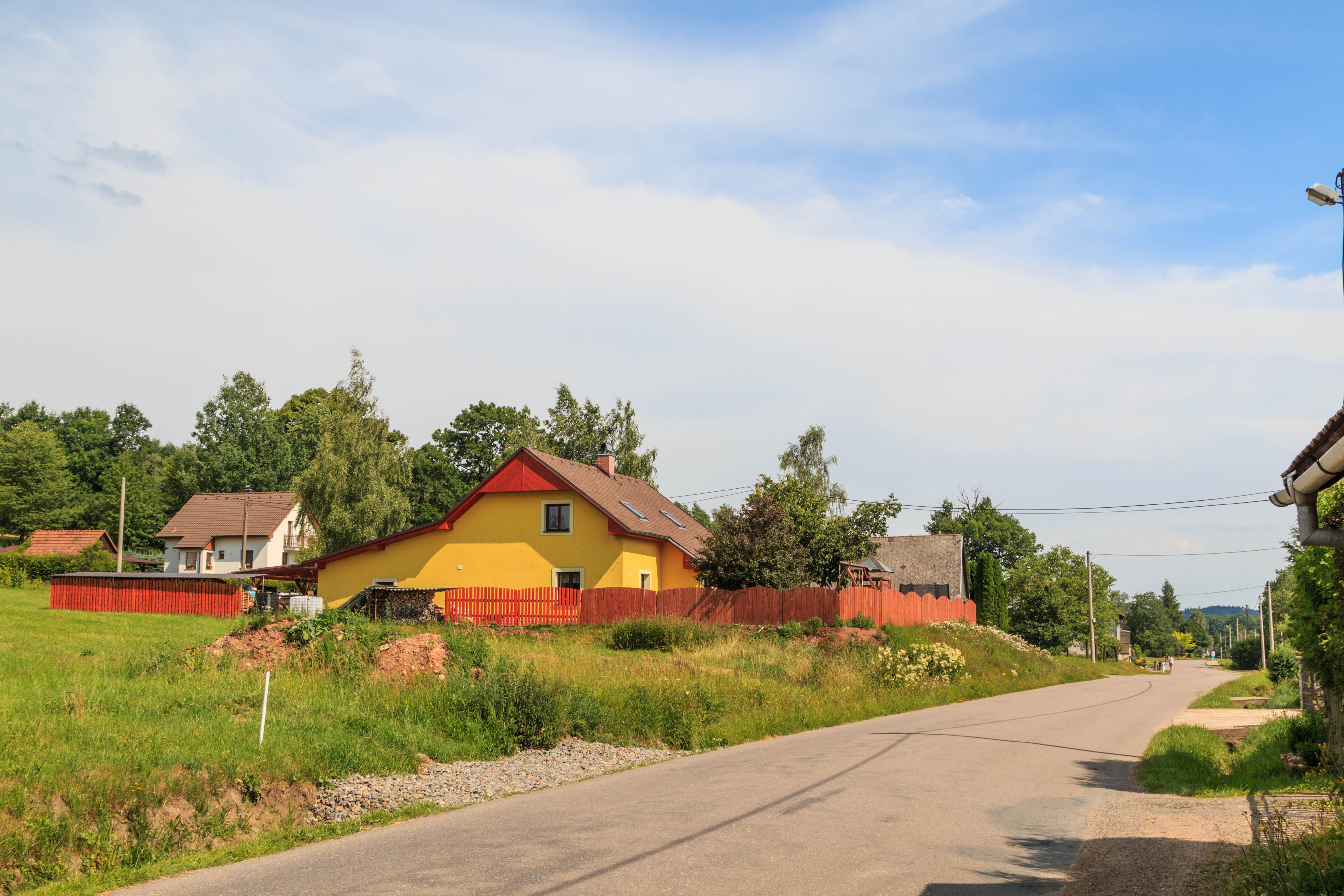
Maisons à Ostrov.

## Transports
Par la route, Ostrov trouve à 6,5 km de Lanškroun, à 13 km d'Ústí nad Orlicí, à 71 km de Pardubice et à 186 km de Prague. 